# 州
州是中國的行政区划单位，後也作为部分联邦制国家组成单位的中文譯名。現代中文裡，若不便使用單音節詞「州」，可使用雙音節詞「州份」，馬來西亞華文裡則慣用「州屬」一詞，或与「州」混用。

## 历史

### 中國大陸
在中國先秦時期就有「州」的名稱。傳說大禹治水後，將天下分為九州，亦有堯時期將天下分為十二州之說。
秦汉实行郡县制，全国为郡县两级行政体系，郡为一级行政区单位。漢武帝元封五年（前106年），全國除京畿地区之外，分為13個刺史監察區，多以九州之名命名为某州刺史部。此时，监察区称“部”:71。刺史（后改称州牧，或称牧君）则是中央政府委派的監察官，非地方行政长官，后期因职权需要设立固定治所。其后，刺史制度多有变动。新朝、更始均设置刺史（州牧）:110—111。
東漢建立后，设置刺史（州牧）这一职位。建武十八年（42年），汉光武帝诏令，“置州牧，置刺史”。其职责回归监察。东汉中后期，刺史职能逐渐复杂化，性质变异。中平五年（188年），因刘焉的建议，朝廷“废史立牧”。州牧成为主管一方的军政长官。州牧的辖区——「州」由监察区转变為一級行政區单位:72—73。国家形成州、郡（藩国）、縣（侯国）三級行政体系。州治在郡下辖的县或侯国:112—113。
东汉之後各朝沿用州郡县三级體制。永嘉之亂後，西晉滅亡，中國則長期處於國家分裂、南北政權對峙狀態。南朝政權設置了大量的僑州、僑郡、僑縣。因「州」的數目急劇增加，相似和相同的州名大量出現。命名時加上東南西北區分，如東、南、西、北徐州。
隋滅南陳，統一中國，到隋煬帝時改為郡、縣二級體制，唐朝沿用，但改郡為州。977年，宋太宗將全國諸州直轄於中央，「州」的行政長官稱知州事，其後「州」成為路以下的二級行政區。以後各朝代均有「州」的設置。明清時，「州」可分為直隸州和散州，為二、三級行政區劃。辛亥革命後，全國廢府州廳改縣。
中華人民共和國成立後，在藏族、苗族、蒙古族、彝族、回族、傣族、布依族、土家族、朝鮮族、白族、哈薩克族、柯爾克孜族、傈僳族、侗族、壯族、羌族、哈尼族和景頗族等少數民族聚居地區設自治州，行政地位在省以下、縣以上。
由於昔日的行政區劃，中國大陸現存不少稱為「州」的地名：
- 省級行政區：貴州省
- 地級市（省會）：鄭州市（河南省）、杭州市（浙江省）、福州市（福建省）、廣州市（廣東省）、蘭州市（甘肅省）
- 地級市（非省會）：
  - 滄州市（河北省）；
  - 錦州市（遼寧省）；
  - 朔州市、忻州市（山西省）；
  - 德州市、濱州市（山東省）；
  - 徐州市、揚州市、泰州市、常州市、蘇州市（江蘇省）；
  - 湖州市、衢州市、台州市、溫州市（浙江省）；
  - 亳州市、宿州市、滁州市、池州市（安徽省）；
  - 撫州市、贛州市（江西省）；
  - 泉州市、漳州市（福建省）；
  - 荊州市、鄂州市、隨州市（湖北省）；
  - 郴州市、永州市（湖南省）；
  - 惠州市、梅州市、潮州市（廣東省）；
  - 柳州市、梧州市、欽州市、賀州市（廣西壯族自治區）；
  - 儋州市（海南省）；
  - 達州市、瀘州市（四川省）
- 縣級行政區（縣級市/市轄區/縣）：
  - 北京市：通州區（市轄區）；
  - 天津市：薊州區（市轄區）；
  - 河北省：晉州市（石家莊市代管）、灤州市（唐山市代管）、涿州市（保定市代管）、定州市（保定市代管）、霸州市（廊坊市代管）、深州市（衡水市代管）、冀州區（衡水市代管）；
  - 河南省：汝州市（平頂山市代管）、林州市（安陽市代管）、孟州市（焦作市代管）、禹州市（許昌市代管）、鄧州市（南陽市代管）、陝州區（三門峽市市轄區）；
  - 遼寧省：蓋州市（營口市代管）、海州區（阜新市市轄區）、金州區（大連市市轄區）、銀州區（鐵嶺市市轄區）；
  - 黑龍江省：肇州縣（大慶市管轄）；
  - 山西省：霍州市（臨汾市代管）、雲州區（大同市市轄區）、潞州區（長治市市轄區）、澤州縣（晉城市管轄）；
  - 山東省：膠州市（青島市代管）、滕州市（棗莊市代管）、萊州市（煙臺市代管）、青州市（濰坊市代管）、兗州區（濟寧市市轄區）；
  - 江蘇省：邳州市（徐州市代管）、海州區（連雲港市市轄區）、通州區（南通市市轄區）、潤州區（鎮江市市轄區）；
  - 浙江省：嵊州市（紹興市代管）、鄞州區（寧波市市轄區）；
  - 安徽省：潁州區（阜陽市市轄區）、徽州區（黃山市市轄區）、宣州區（宣城市市轄區）；
  - 江西省：信州區（上饒市市轄區）、袁州區（宜春市市轄區）、吉州區（吉安市市轄區）；
  - 湖北省：襄州區（襄陽市市轄區）、荊州區（荊州市市轄區）、黃州區（黃岡市市轄區）；
  - 湖南省：靖州苗族侗族自治縣（懷化市管轄）；
  - 廣東省：連州市（清遠市代管）、高州市（茂名市代管）、化州市（茂名市代管）、雷州市（湛江市代管）、端州區（肇慶市市轄區）；
  - 廣西壯族自治區：全州縣（桂林市管轄）、橫州市（南寧市代管）、宜州區（河池市市轄區）、玉州區（玉林市（原名「鬱林」）市轄區）、象州縣（來賓市管轄）、江州區（崇左市市轄區）、龍州縣（崇左市管轄）；
  - 海南省：崖州區（三亞市市轄區）；
  - 重慶市：萬州區（市轄區）、開州區（市轄區）；
  - 四川省：彭州市（成都市代管）、崇州市（成都市代管）、安州區（綿陽市市轄區）、利州區（廣元市市轄區）、敘州區（宜賓市市轄區）、巴州區（巴中市轄區）；
  - 貴州省：盤州市（六盤水市代管）、播州區（遵義市市轄區）；
  - 陝西省：彬州市（原名「邠州」，咸陽市代管）、耀州區（銅川市市轄區）、華州區（渭南市市轄區）、商州區（商洛市市轄區）；
  - 甘肅省：秦州區（天水市市轄區）、涼州區（武威市市轄區）、甘州區（張掖市市轄區）、肅州區（酒泉市市轄區）、瓜州縣（酒泉市管轄）；
  - 寧夏回族自治區：原州區（固原市市轄區）；
  - 新疆維吾爾自治區：伊州區（哈密市市轄區）
- 鄉級行政區：
  - 河北省：晉州鎮（石家莊市晉州市城區） 趙州鎮（石家莊市趙縣縣城）、磁州鎮（邯鄲市磁縣縣城）、洺州鎮（邢台市威縣縣城）、易州鎮（保定市易縣縣城）、雄州鎮（保定市雄縣縣城）、蔚州鎮（保定市蔚縣縣城）、清州鎮（滄州市青縣縣城）、景州鎮（衡水市景縣縣城）；
  - 河南省：浚州街道（鶴壁市浚縣（原名「濬縣」）、開州街道（濮陽市華龍區）；
  - 黑龍江省：賓州鎮（哈爾濱市賓縣縣城）；
  - 山西省：豐州鎮（長治市武鄉縣縣城）
  - 山東省：莘州街道（聊城市莘縣城區）；
  - 江蘇省：雄州街道（南京市六合區城區）；
  - 福建省：豐州鎮（泉州市南安市老縣城）
  - 湖南省：乾州街道（湘西土家族苗族自治州吉首市縣城）；
  - 廣東省：雄州街道（韶關市南雄市城區）、連州鎮（清遠市連州市城區）、羅州街道（湛江市廉江市城區）；
  - 廣西壯族自治區：橫州鎮（南寧市橫州市城區）、賓州鎮（南寧市賓陽縣縣城）、藤州鎮（梧州市藤縣縣城）、容州鎮（玉林市（鬱林）容縣縣城）、廉州鎮（北海市合浦縣縣城）、江州鎮（崇左市江州區）；
  - 重慶市：忠州街道（忠縣縣城）；
  - 陝西省：鳳州鎮（寶雞市鳳縣老縣城）、洋州街道（漢中市洋縣縣城）、佳州街道（榆林市佳縣縣城，原名「葭縣」）

### 台湾
明鄭時期的1664年，鄭經主政下的台灣設置天興、萬年二州；至於清治時期，則設有臺東直隸州。日本統治臺灣後期的1920年至1945年間，亦設「州」為第一級行政區劃，與日本內地的府縣同級，下轄市與郡，一共設有5個州。

## 翻译用词
古埃及的地方组织，當地人称之为“斯帕特”，希腊人称之为“诺姆”，中文除直译为诺姆外，也译为“州”。翻译实例，“上埃及第六诺姆（nome）伊凯尔（Iqer）”:28，“温特州”是“上埃及的第十五州，即为野兔州”:200—201。这些诺姆（州）原来是适应水利灌溉事业的需要由一些地域性的村庄结合而成。到公元前四千年代中期以后，随着社会贫富的分化，阶级矛盾的发展，这些州逐渐由氏族部落转化为小的国家。在古王國時期，上、下埃及大约有38至39个州，后来增至40至42个。
州也是近代部份联邦制国家成员（第一級組成單位名称）的译名，通常用於翻譯英語的“state”（用作聯邦組成單位時）、德語的“Land”、法語的“canton”等，如：
- 美国 ：美国聯邦制下的構成單位，英语称为“State”，美国由50个州和1个聯邦特區及其他領地组成。
- 瑞士 ：瑞士聯邦制下的組成單位，在瑞士的各语种裡都称为“canton”，瑞士共有26个。
- 德国 ：德国聯邦制下的組成單位，德语称为“Land”，德国有16个。
- 奥地利 ：奥地利聯邦制下的組成單位，德语称为“Land”，奥地利有九个联邦州。
- 马来西亚 ：馬來西亞的部分第一级行政区划，马来语称为“negeri”，馬來西亞共有13个州和3个联邦直辖区。
- ：澳大利亚聯邦制下的組成單位，英语称为“State”，澳大利亚有六个州、兩個大陸領地和其他島嶼領地。
- 俄羅斯 ：俄羅斯聯邦制下的組成單位（联邦主体）的其中一种，俄语为，而則译为“自治州”。俄羅斯目前85个联邦主体中有46个为州，1个自治州。
- 乌克兰 ：乌克兰單一制下的組成單位的其中一种，乌克兰语为。乌克兰目前有24个州。

需要注意的是，各國的聯邦組成單位稱謂和中文的“州”沒有一對一的對應，通常具體翻譯根據實際情況和傳統習慣決定，例如同為聯邦制的印度、緬甸等，其第一級行政區劃英語名稱雖和美国或澳大利亞的“州”相同（英語：State），但中文通常按照習慣譯作“邦”。